# Đội tuyển bóng đá U-23 quốc gia Oman
Đội tuyển bóng đá U-23 quốc gia Oman (còn được gọi là Đội tuyển bóng đá Olympic Oman) là đội tuyển dưới 23 tuổi đại diện cho Oman tại các giải đấu bóng đá U-23 quốc tế như Thế vận hội, Á vận hội, Cúp bóng đá U-23 châu Á... Đội được quản lý bởi Hiệp hội bóng đá Oman (OFA). 
Oman chưa từng tham dự Thế vận hội. Đội từng giành được suất thi đấu play-off liên lục địa với Senegal để tranh vé tham dự Thế vận hội Mùa hè 2012, tuy nhiên, đội không thể làm nên lịch sử khi phải nhận thất bại 0–2. Ở cấp độ châu lục, Oman từng có 4 lần góp mặt tại Á vận hội và 2 lần góp mặt tại Cúp bóng đá U-23 châu Á.

## Thành tích tại các giải đấu

### Thế vận hội
| Chủ nhà/Năm | Kết quả                  | Trận                     | T                        | H                        | B                        | BT                       | BB                       |
| ----------- | ------------------------ | ------------------------ | ------------------------ | ------------------------ | ------------------------ | ------------------------ | ------------------------ |
| 1992        | Không vượt qua vòng loại | Không vượt qua vòng loại | Không vượt qua vòng loại | Không vượt qua vòng loại | Không vượt qua vòng loại | Không vượt qua vòng loại | Không vượt qua vòng loại |
| 1996        | Không vượt qua vòng loại | Không vượt qua vòng loại | Không vượt qua vòng loại | Không vượt qua vòng loại | Không vượt qua vòng loại | Không vượt qua vòng loại | Không vượt qua vòng loại |
| 2000        | Không vượt qua vòng loại | Không vượt qua vòng loại | Không vượt qua vòng loại | Không vượt qua vòng loại | Không vượt qua vòng loại | Không vượt qua vòng loại | Không vượt qua vòng loại |
| 2004        | Không vượt qua vòng loại | Không vượt qua vòng loại | Không vượt qua vòng loại | Không vượt qua vòng loại | Không vượt qua vòng loại | Không vượt qua vòng loại | Không vượt qua vòng loại |
| 2008        | Không vượt qua vòng loại | Không vượt qua vòng loại | Không vượt qua vòng loại | Không vượt qua vòng loại | Không vượt qua vòng loại | Không vượt qua vòng loại | Không vượt qua vòng loại |
| 2012        | Không vượt qua vòng loại | Không vượt qua vòng loại | Không vượt qua vòng loại | Không vượt qua vòng loại | Không vượt qua vòng loại | Không vượt qua vòng loại | Không vượt qua vòng loại |
| 2016        | Không vượt qua vòng loại | Không vượt qua vòng loại | Không vượt qua vòng loại | Không vượt qua vòng loại | Không vượt qua vòng loại | Không vượt qua vòng loại | Không vượt qua vòng loại |
| 2020        | Không vượt qua vòng loại | Không vượt qua vòng loại | Không vượt qua vòng loại | Không vượt qua vòng loại | Không vượt qua vòng loại | Không vượt qua vòng loại | Không vượt qua vòng loại |
| 2024        | Không vượt qua vòng loại | Không vượt qua vòng loại | Không vượt qua vòng loại | Không vượt qua vòng loại | Không vượt qua vòng loại | Không vượt qua vòng loại | Không vượt qua vòng loại |
| 2028        | Chưa xác định            | Chưa xác định            | Chưa xác định            | Chưa xác định            | Chưa xác định            | Chưa xác định            | Chưa xác định            |
| 2032        | Chưa xác định            | Chưa xác định            | Chưa xác định            | Chưa xác định            | Chưa xác định            | Chưa xác định            | Chưa xác định            |
| Tổng số     | 0/25                     | 0                        | 0                        | 0                        | 0                        | 0                        | 0                        |

### Á vận hội
| Á vận hội | Á vận hội | Á vận hội | Á vận hội | Á vận hội | Á vận hội | Á vận hội | Á vận hội | Á vận hội |
| Năm       | Kết quả   | Vị trí    | TĐ        | T         | H*        | B         | BT        | BB        |
| --------- | --------- | --------- | --------- | --------- | --------- | --------- | --------- | --------- |
| 2002      | Vòng 1    | 9         | 3         | 2         | 0         | 1         | 8         | 5         |
| 2006      | Vòng 1    | 16        | 3         | 1         | 0         | 2         | 4         | 5         |
| 2010      | Tứ kết    | 8         | 5         | 3         | 1         | 1         | 9         | 2         |
| 2014      | Vòng bảng | 25        | 3         | 0         | 1         | 2         | 3         | 6         |
| Tổng số   | Tứ kết    | 4/4       | 14        | 6         | 2         | 6         | 24        | 18        |

*Các trận hòa bao gồm cả các trận đấu thuộc vòng đấu loại trực tiếp được quyết định bằng loạt sút luân lưu.

### Cúp bóng đá U-23 châu Á
| Năm     | Kết quả                  | Vị trí                   | ST                       | T                        | H*                       | B                        | BT                       | BB                       |
| ------- | ------------------------ | ------------------------ | ------------------------ | ------------------------ | ------------------------ | ------------------------ | ------------------------ | ------------------------ |
| 2013    | Vòng bảng                | 11th                     | 3                        | 1                        | 0                        | 2                        | 4                        | 3                        |
| 2016    | Không vượt qua vòng loại | Không vượt qua vòng loại | Không vượt qua vòng loại | Không vượt qua vòng loại | Không vượt qua vòng loại | Không vượt qua vòng loại | Không vượt qua vòng loại | Không vượt qua vòng loại |
| 2018    | Vòng bảng                | 15th                     | 3                        | 0                        | 0                        | 3                        | 0                        | 5                        |
| 2020    | Không vượt qua vòng loại | Không vượt qua vòng loại | Không vượt qua vòng loại | Không vượt qua vòng loại | Không vượt qua vòng loại | Không vượt qua vòng loại | Không vượt qua vòng loại | Không vượt qua vòng loại |
| 2022    | Không vượt qua vòng loại | Không vượt qua vòng loại | Không vượt qua vòng loại | Không vượt qua vòng loại | Không vượt qua vòng loại | Không vượt qua vòng loại | Không vượt qua vòng loại | Không vượt qua vòng loại |
| 2024    | Không vượt qua vòng loại | Không vượt qua vòng loại | Không vượt qua vòng loại | Không vượt qua vòng loại | Không vượt qua vòng loại | Không vượt qua vòng loại | Không vượt qua vòng loại | Không vượt qua vòng loại |
| 2026    | Chưa xác định            | Chưa xác định            | Chưa xác định            | Chưa xác định            | Chưa xác định            | Chưa xác định            | Chưa xác định            | Chưa xác định            |
| Tổng số | Vòng bảng                | 2/7                      | 6                        | 1                        | 0                        | 5                        | 4                        | 8                        |

*Các trận hòa bao gồm cả các trận đấu thuộc vòng đấu loại trực tiếp được quyết định bằng loạt sút luân lưu.

## Lịch thi đấu

### Các trận đấu gần đây và sắp tới
| 8 tháng 5, 2017 Giao hữu | Palestine | 2–2    | Oman |  |
|                          |           | Report |      |  |

| 11 tháng 5, 2017 Giao hữu | Oman | 3–2    | Thổ Nhĩ Kỳ |  |
|                           |      | Report |            |  |

| 15 tháng 5, 2017 Giao hữu | Oman | 1–1    | Algérie |  |
|                           |      | Report |         |  |

| 18 tháng 5, 2017 Giao hữu | Cameroon | 0–0 (3–4 p) | Oman |  |
|                           |          | Report      |      |  |

| 21 tháng 5, 2017 Giao hữu | Azerbaijan | 2–1    | Oman |  |
|                           |            | Report |      |  |

| 21 tháng 7, 2017 2018 AFCU23CQ | Oman                                                                    | 5–1    | Kyrgyzstan            | Sân vận động Spartak Kyrgyzstan, Bishkek                 |  |
|                                | - Al-Ghassani 61', 83', 90+1' - Al-Aghbari 81' (ph.đ.) - Al-Yahmadi 84' | Report | - Abdurakhmanov 45+2' | Lượng khán giả: 2,500 Trọng tài: Saoud Al-Athbah (Qatar) |  |

| 23 tháng 7, 2017 2018 AFCU23CQ | Iran | 0–2    | Oman                               | Sân vận động Spartak Kyrgyzstan, Bishkek                              |  |
|                                |      | Report | - Al-Yahmadi 48' - Al-Ghassani 71' | Lượng khán giả: 1,000 Trọng tài: Muhammad Nazmi Nasaruddin (Malaysia) |  |

| 20 December 2017 Friendly | Jordan | 2–1    | Oman |  |
|                           |        | Report |      |  |

| 23 December 2017 Friendly | Jordan | 1–2    | Oman |  |
|                           |        | Report |      |  |

| 9 tháng 1 năm 2018 2018 AFC U-23 | Trung Quốc                                       | 3–0                | Oman | Changzhou Olympic Sports Centre, Changzhou                |  |
| 16:00                            | Yang Liyu 30' · Li Xiaoming 34' · Wei Shihao 53' | Live Report Report |      | Lượng khán giả: 11,800 Trọng tài: Chris Beath (Australia) |  |

| 12 tháng 1 năm 2018 2018 AFC U-23 | Oman | 0–1                | Qatar    | Changzhou Olympic Sports Centre, Changzhou      |  |
| 19:30                             |      | Live Report Report | Afif 43' | Lượng khán giả: 820 Trọng tài: Ali Sabah (Iraq) |  |

| 15 tháng 1 năm 2018 2018 AFC U-23 | Uzbekistan   | 1–0                | Oman | Jiangyin Stadium, Jiangyin                                        |  |
| 16:00                             | Tursunov 36' | Live Report Report |      | Lượng khán giả: 380 Trọng tài: Hettikamkanamge Perera (Sri Lanka) |  |

| 3 tháng 8 năm 2018 Vinaphone Cup 2018 | Uzbekistan | 0–0                           | Oman | Sân vận động Quốc gia Mỹ Đình, Hà Nội                        |  |
| 19:30                                 |            | Report (PLO) Report (Zing.vn) |      | Lượng khán giả: 1.183 Trọng tài: Nguyễn Hiền Triết (Vietnam) |  |

| 5 tháng 8 năm 2018 Vinaphone Cup 2018 | Oman | 0–1                           | Việt Nam         | Sân vận động Quốc gia Mỹ Đình, Hà Nội                         |  |
| 19:30                                 |      | Report (PLO) Report (Zing.vn) | Đoàn Văn Hậu 89' | Lượng khán giả: 30.859 Trọng tài: Nazmi Nasaruddin (Malaysia) |  |

| 7 tháng 8 năm 2018 Vinaphone Cup 2018 | Palestine | 1–1                           | Oman          | Sân vận động Quốc gia Mỹ Đình, Hà Nội                        |  |
| 16:30                                 | Obaid 22' | Report (PLO) Report (Zing.vn) | Sulaman 90+1' | Lượng khán giả: 4.465 Trọng tài: Nguyễn Hiền Triết (Vietnam) |  |

## Cầu thủ

### Đội hình hiện tại
- The following players were selected to compete in the 2018 AFC U-23 Championship.
- Match date: 9 January 2018
- Opposition:  Trung Quốc

| 1  | TM | Ibrahim Al-Mukhaini   | 20 tháng 6, 1997  | Al-Orouba   |  |  |
| 18 | TM | Faris Al-Ghaithi      | 9 tháng 7, 1996   | Sohar       |  |  |
| 22 | TM | Bilal Al-Balushi      | 28 tháng 5, 1996  | Oman Club   |  |  |
|    |    |                       |                   |             |  |  |
| 3  | HV | Majid Al-Saadi        | 9 tháng 5, 1996   | Al-Mussanah |  |  |
| 4  | HV | Juma Al-Habsi         | 28 tháng 1, 1996  | Al-Seeb     |  |  |
| 5  | HV | Thani Al-Rushaidi     | 16 tháng 3, 1995  | Saham       |  |  |
| 14 | HV | Maadh Al-Khaldi       | 25 tháng 10, 1995 | Saham       |  |  |
| 16 | HV | Ahmed Al-Matroushi    | 26 tháng 5, 1997  | Al-Salam    |  |  |
| 20 | HV | Yousuf Al-Mukhaini    | 20 tháng 3, 1995  | Al-Orouba   |  |  |
| 21 | HV | Abdulaziz Al-Gheilani | 14 tháng 5, 1995  | Sur         |  |  |
|    |    |                       |                   |             |  |  |
| 2  | TV | Mataz Saleh Raboh     | 28 tháng 5, 1996  | Dhofar      |  |  |
| 6  | TV | Abdullah Fawaz        | 3 tháng 10, 1996  | Dhofar      |  |  |
| 7  | TV | Al-Mandhar Al-Alawi   | 31 tháng 3, 1995  | Oman Club   |  |  |
| 8  | TV | Jameel Al-Yahmadi     | 27 tháng 7, 1996  | Al-Shabab   |  |  |
| 10 | TV | Azan Al-Tamtami       | 21 tháng 2, 1995  | Fanja       |  |  |
| 12 | TV | Matasam Al-Mahijari   | 8 tháng 5, 1997   | Al-Orouba   |  |  |
| 15 | TV | Ahmed Al-Kaabi        | 15 tháng 9, 1996  | Al-Nahda    |  |  |
| 17 | HV | Samir Al-Alawi        | 8 tháng 8, 1996   | Al-Orouba   |  |  |
| 19 | TV | Zahir Al-Aghbari      | 28 tháng 5, 1998  | Al-Seeb     |  |  |
| 23 | TV | Ibrahim Al-Sawwafi    | 22 tháng 3, 1996  | Bosher      |  |  |
|    |    |                       |                   |             |  |  |
| 9  | TĐ | Marwan Taaib          | 7 tháng 4, 1996   | Al-Seeb     |  |  |
| 11 | TĐ | Muhsen Al-Ghassani    | 27 tháng 3, 1997  | Al-Suwaiq   |  |  |
| 13 | TĐ | Hassan Al-Ajmi        | 4 tháng 3, 1995   | Sohar       |  |  |

### Đội hình trước đây
| Asian Games - Football at the 2006 Asian Games squads – Oman - Football at the 2010 Asian Games squads – Oman - Football at the 2014 Asian Games squads – Oman | AFC U-23 Championship - 2013 AFC U-22 Championship squads – Oman - 2018 AFC U-23 Championship squads – Oman |

## Ban huấn luyện
| Position          | Name                    |
| ----------------- | ----------------------- |
| Head Chief        | Ahmed Al-Mayasi         |
| Manager           | Pavel Vrba              |
| Assistant Coach   | Mohammed Al-Araimi      |
| Goalkeeping Coach | Haroon Al-Bartamani     |
| Team Manager      | Salah Al-Araimi         |
| Fitness Coach     | Manuel José Alves Ramos |
| Fitness Coach     | Arif Al-Mukhaini        |
| Fitness Coach     | Juma Al-Saifi           |